# Francis Rossi
Francis Rossi, OBE (n. 29 mai 1949, Greater London, Anglia, Regatul Unit) este un muzician britanic, cunoscut mai ales ca membru co-fondator al formației rock engleze Status Quo, în care este vocalist principal și chitarist.

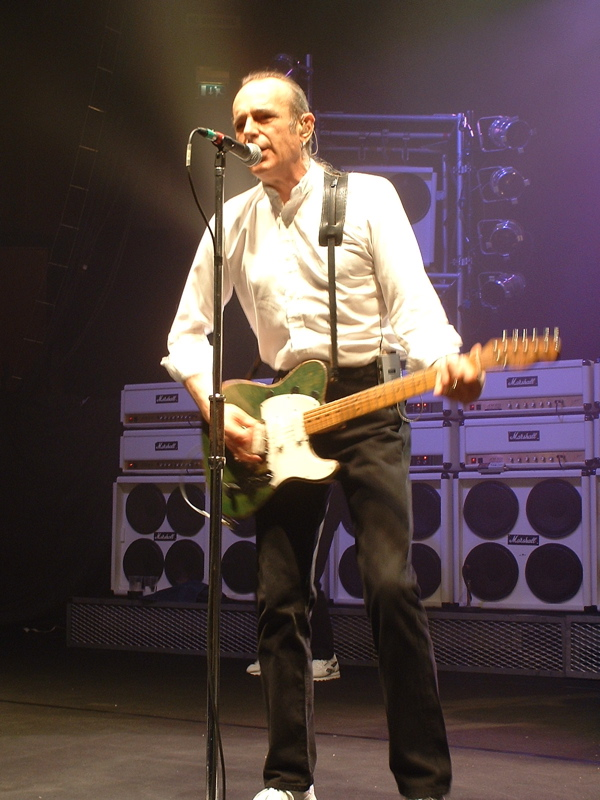
Francis Rossi cu Status Quo la Colston Hall în Bristol

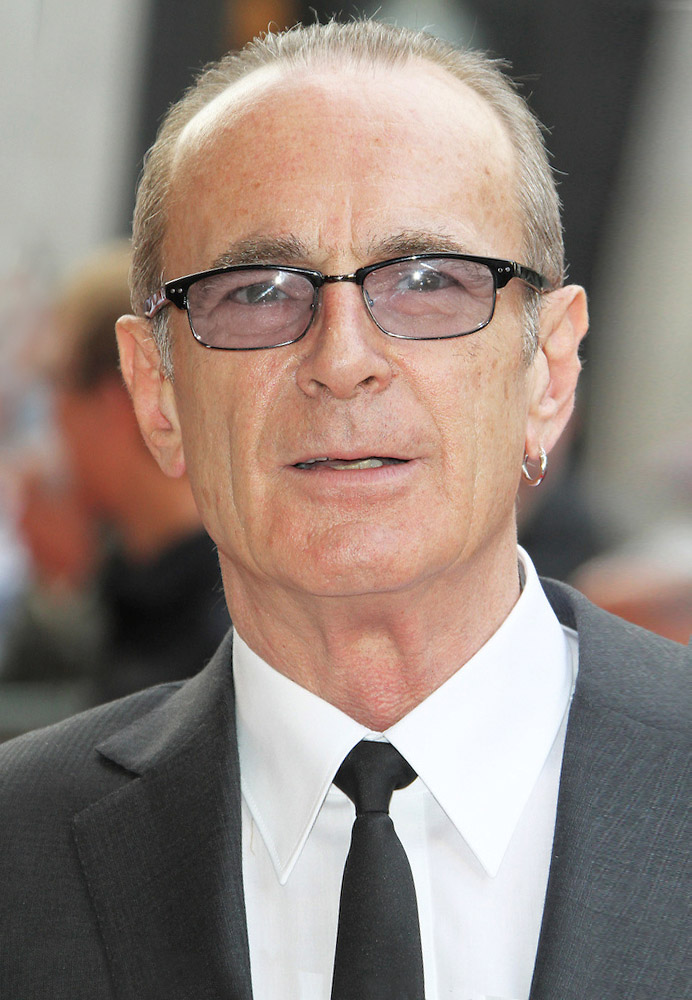
Rossi la premiera filmului Bula Quo! în iulie 2013.